# Skapare
Skapare - upphovsmakare. I bestämd form syftar termen ofta på en gud som yttersta orsak till att universum och livet existerar.

## Kristendom
Inom kristendomen förekommer uttrycket Skaparen till exempel i Predikaren 12:1, "Tänk på din skapare i din ungdom, innan de onda dagarna nalkas, de år som ingen glädje har att ge" samt 1 Petrus 4:19, "Därför skall de som lider efter Guds vilja överlämna sitt liv åt sin trofaste skapare och göra det goda.".